# ولایت وان

محدودهٔ ولایت وان در نقشهٔ امپراطوری عثمانی در ۱۹۰۰

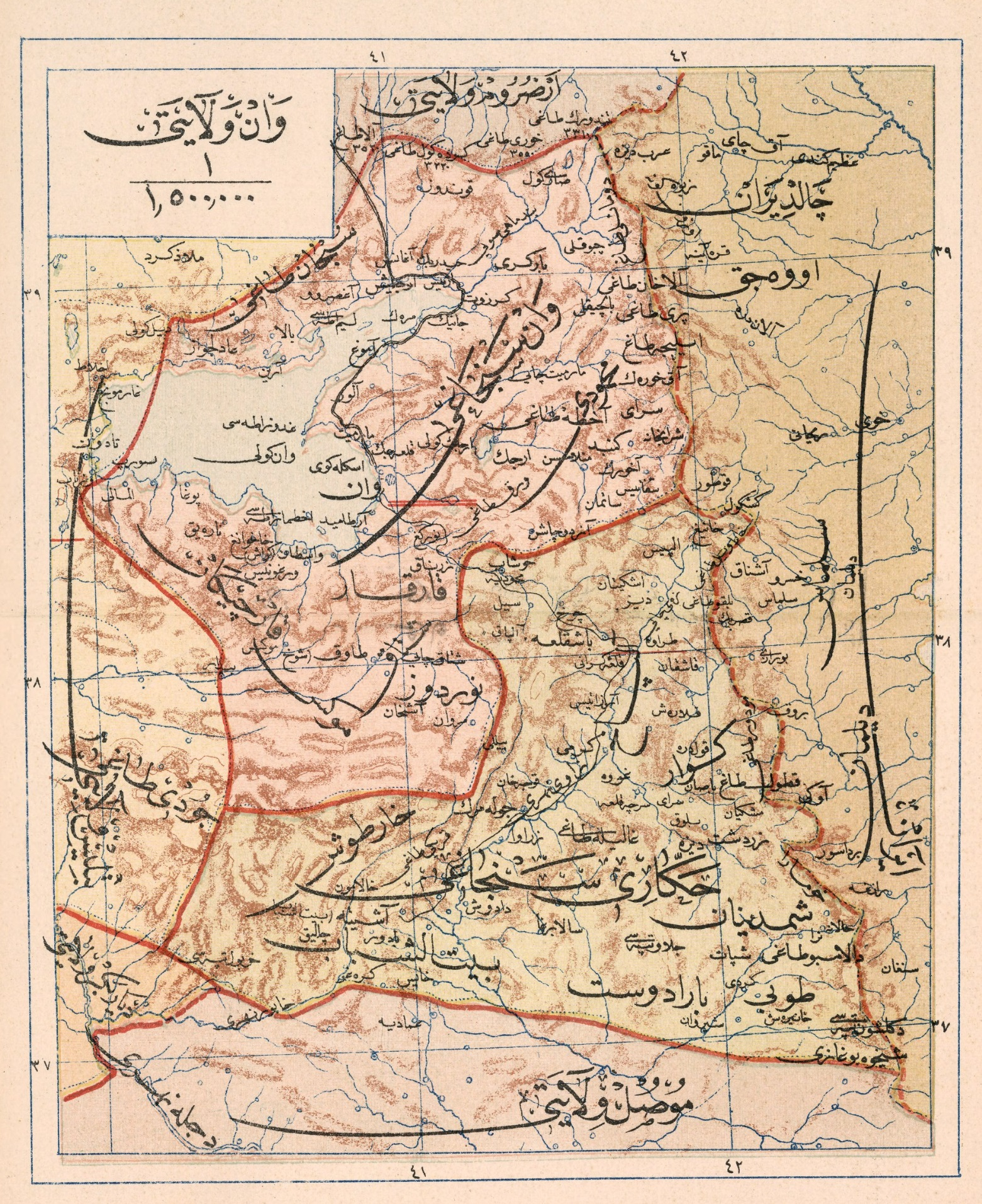
نقشه تقسیمات سیاسی ولایت وان در سال ۱۹۰۷ (۱۲۸۵)

ولایت وان یکی از ولایات امپراطوری عثمانی بود.
در آغاز قرن بیستم بنا به گزارش‌ها مساحتی برابر با ۴۰٬۰۰۰ کیلومتر مربع داشت. در حالی نتایج مقدماتی نخستین سرشماری عثمانی در ۱۸۸۵ میلادی جمعیت ۳۷۶٬۲۹۷ نفری در این ایالت را نشان می‌دهد که دقت آمار و ارقام جمعیت اساس هر منطقه‌ای که از آن جمع‌آوری شده‌است چیزی میان تقریباً تا صرفاً حدسی است. شهر وان بزرگ‌ترین شهر این ناحیه است و در گذشته جمعیت ارمنی زیادی در آنجا زندگی می‌کردند.

## تقسیمات اداری
سنجاق‌های این ولایت:
- سنجاق وان
- سنجاق حکاری